# A hetedik út titka
A hetedik út titka (hollandul De Zevensprong) egy holland ifjúsági sorozat volt az 1980-as években, amely az azonos című ifjúsági regény (1966) alapján készült el. A történetet Tonke Dragt írta, a sorozatot Karst van der Meulen készítette. A könyvből hangoskönyv is készült, melyet Jeroen Willems olvasott fel, valamint musical is készült belőle, Menno Bentvelddel a főszerepben. 
A sorozat 1982-ben készült el, 13 részt forgattak le, mintegy fél órás epizódokkal. Hollandián kívül Németországban 1984-ben (Das Geheimnis des siebten Weges) és 1987-ben Magyarországon is vetítették.

## Cselekmény
|  | Alább a cselekmény részletei következnek! |

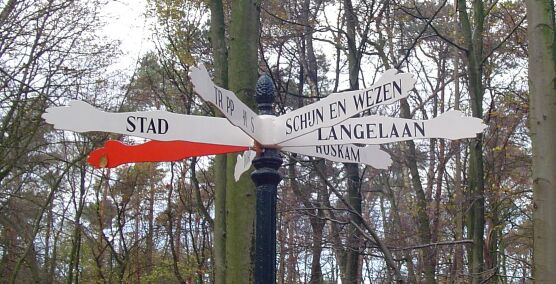
A hetedik utat jelző tábla

A történet egy általános iskolai tanár, Frans van der Steg, és egy gyerek, Geert-Jan történetét követi végig, akinek muszáj elmenekülni a bácsikája, Grisenstijn gróf kezei elől. 
Geert-Jan a Trappenhuisnak nevezett házban lakik a bácsikájával és sosem volt kapcsolatban más gyerekekkel. A bácsikája „bezárta” őt, mert Gregorius gróf új írásában az áll, hogy a házban egy kincs rejtezik (amely az első Grimbold gróf idejéből a keresztes hadjáratokból származik). A gróf azt akarja, hogy Geert-Jan találja meg a kincset.
A kastélyon kívül egy kis csoport is tud a kincs létezéséről, és arról is, hogy Geert-Jan be van zárva a kastélyba. Elhatározzák, hogy kiszabadítják Geert-Jant. A vezetőik: Rosmarijn kisasszony (aki annak idején Geert-Janról gondoskodott, amikor az még gyerek volt), Jan Thomtidom mágus, Roberto, Iwan, Willemijn néni, Jan Toereloer kocsis és Frans van der Steg tanár úr. A tanár úr osztályából való gyerekekkel együtt próbálják megfejteni a rímes üzeneteket, amelyek Gregorius gróf írásaiból valók.  
A hét ugrás (a sorozat eredeti címe magyarul) maga egy kereszteződés, ahol hét út fut össze és nem tartozik a kastélyhoz. A sorozatban ezt a helyszínt használták a nyitó- és zárójelenetben.
Az írásokban meg van említve: A kincs képes szavakkal beszélni. Próbáld meg, ó gyerek és gyerekek-gyerekek-gyerekinek gyereke ezeket a rímeket megérteni. Ezek a szavak a jelek: Egymagában nem talál meg és egy létra mutat meg engem. Ezek a szavak a jelek: Minden gyerek a te barátod, ismerd meg az ellenséget, hogy ellenállj. Ezek a szavak a jelek: Az idegen, aki megköti a sárkányt, az mehet végig a hét úton. Zöld ruhának kell a mondást mondania, zöld szemnek kell a kulcsot megtalálnia, zöld hajnak kell a sárkányt legyőznie.

## Szereplők
A filmsorozatban a következők szerepeltek:
- Frans van der Steg : Peter Bos
- Geert-Jan Grisenstijn: Czeslaw de Wijs
- Gradus Grisenstijn gróf: Ferd Hugas
- Rosmarijn kisasszony: Marijke Merckens
- Willemijn néni: Kitty Janssen
- Jan Thomtidom: Cor van Rijn
- Roberto/Brozem: Bart Gabriëlse
- Jan Toereloer: Joost Prinsen
- Maarten: Martijn Nieuwerf
- Marjan: Jeanique de Ridder

A sorozatot Achterhoekban, Közép-Hollandiában vették fel, Ruurlo (a hét út), Gelselaar (a kisasszony háza), Markvelde (az iskola épülete) és Lochem (a tanár háza) falvakban. A sorozat 2006-ban megjelent DVD-n is.

## Magyarul olvasható
- Tonke Dragt: A hetedik út titka; ford. Wekerle Szabolcs; Kolibri, Budapest, 2023

## Fordítás
- Ez a szócikk részben vagy egészben  a   De Zevensprong (boek) című holland Wikipédia-szócikk ezen változatának fordításán alapul.  Az eredeti cikk szerkesztőit annak laptörténete sorolja fel. Ez a jelzés csupán a megfogalmazás eredetét és a szerzői jogokat jelzi, nem szolgál a cikkben szereplő információk forrásmegjelöléseként.